# Marek Karpiński
Marek Karpiński (25 de março de 1948) é um matemático e cientista da computação polonês. É professor de ciência da computação da Universidade de Bonn e membro fundador do Hausdorff Center for Mathematics.
Em 2013 foi eleito membro da Academia Europaea.